# Dorfkirche Buckow (Dahme/Mark)

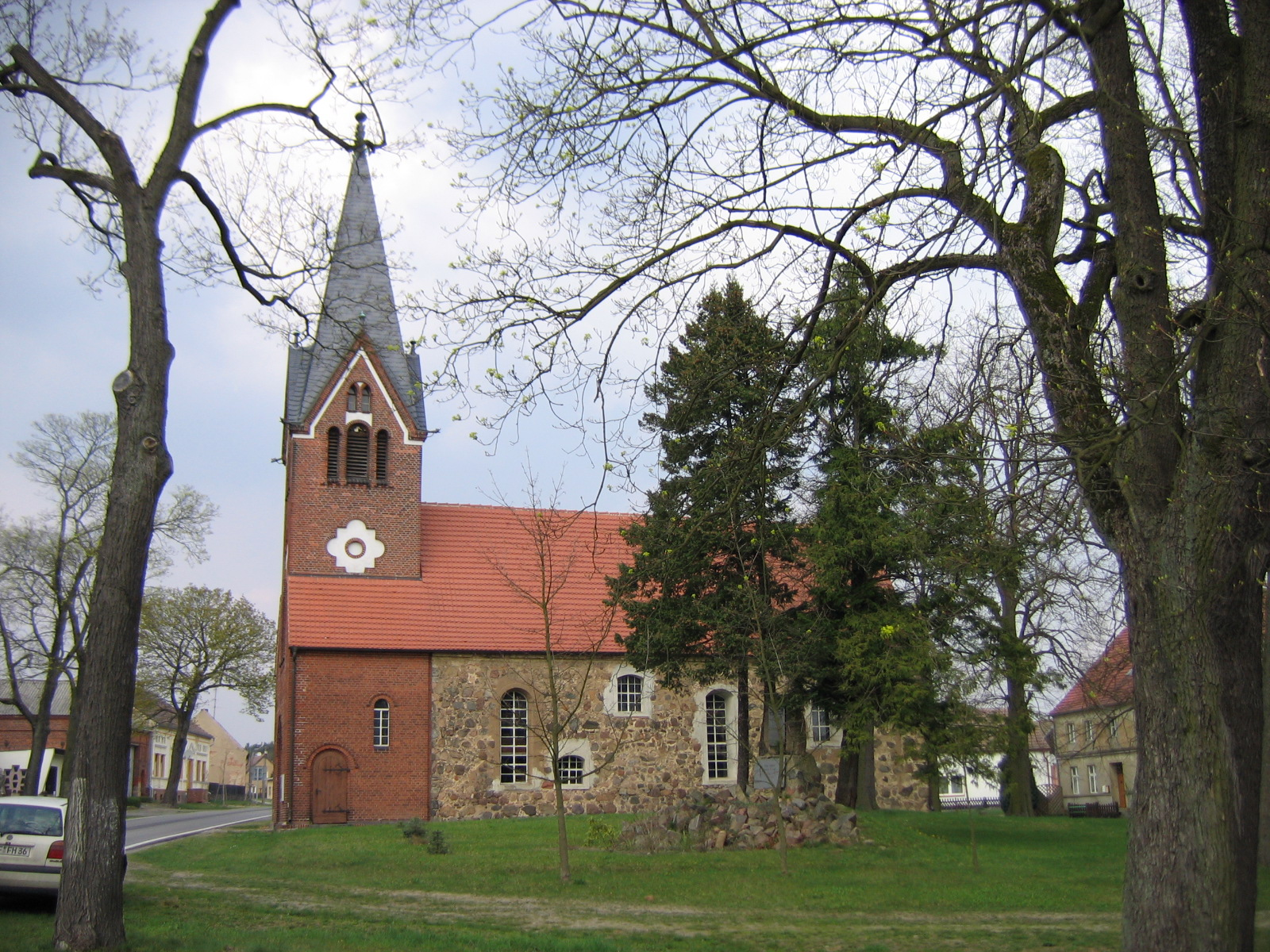
Dorfkirche in Buckow (Dahme/Mark)

Die evangelische Dorfkirche Buckow ist eine Saalkirche im Ortsteil Buckow der Stadt Dahme/Mark im Landkreis Teltow-Fläming in Brandenburg. Die Kirchengemeinde gehört zum Kirchenkreis Zossen-Fläming der Evangelischen Kirche Berlin-Brandenburg-schlesische Oberlausitz.

## Geschichte
Die Kunsthistoriker im Dehio-Handbuch vermuten, dass das Bauwerk noch in der ersten Hälfte des 14. Jahrhunderts entstanden sein könnte, während das Amt Dahme/Mark das 15. Jahrhundert als Zeitpunkt der Entstehung angibt. Dies korrespondiert auch mit einer Angabe in einem Kirchenführer des Kirchenkreises Zossen-Fläming. Im Spätmittelalter erweiterte die Kirchengemeinde den Sakralbau nach Westen hin. In der ersten Hälfte des 18. Jahrhunderts wurden die zuvor gotischen Formen barock überbaut. Die Vorhalle mit Westturm entstand Ende des 19. Jahrhunderts.

## Architektur

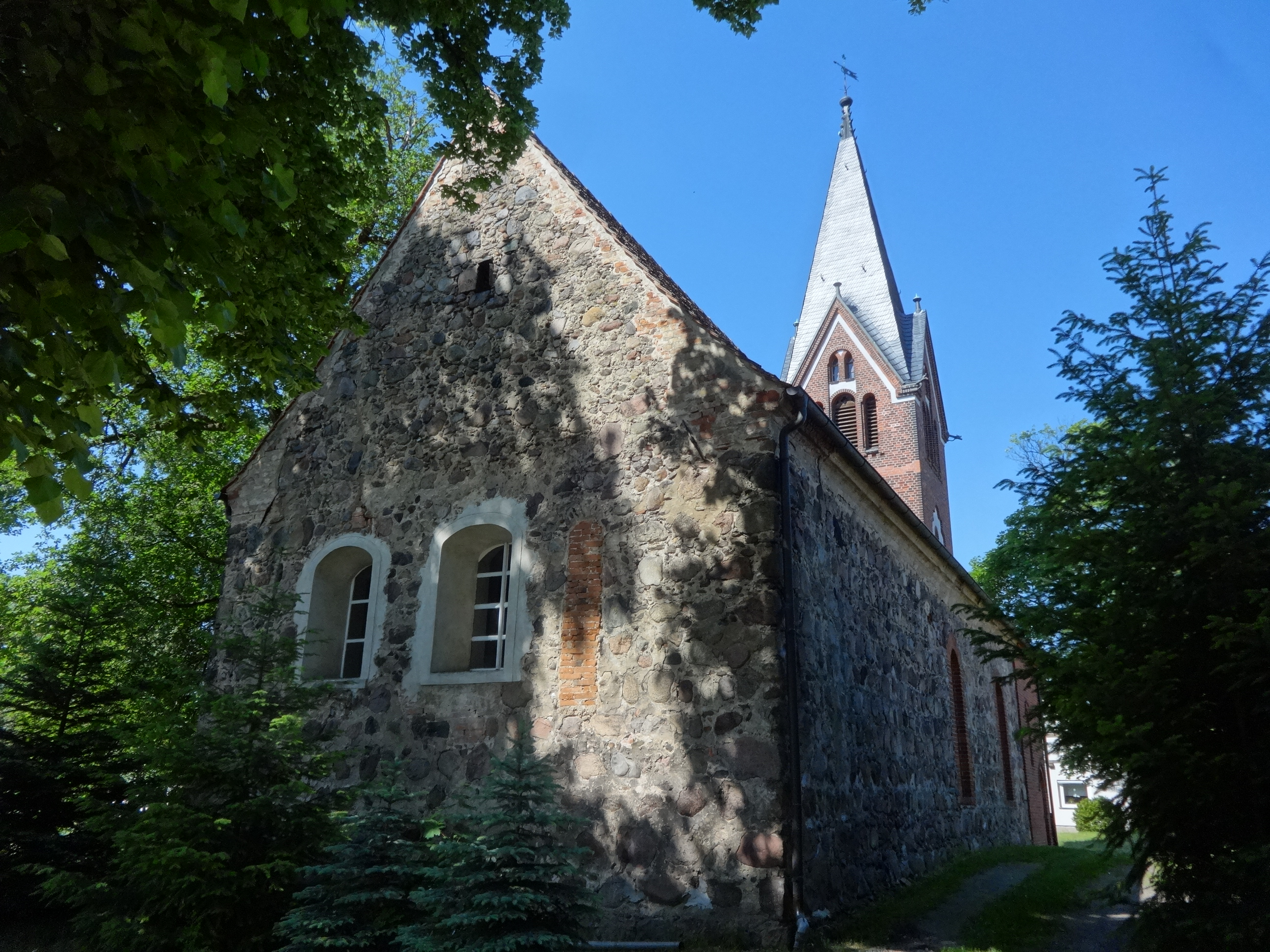
Ansicht von Nordosten

Das Kirchenschiff wurde aus unbehauenen, ungleichmäßig geschichteten Feldsteinen errichtet. Auf der südlichen Schiffswand sind mehrere, unterschiedlich große, bienenkorbförmige Fenster verteilt, deren Faschen teilweise verputzt sind. An der nördlichen Schiffswand sind nach den Umbauten nur noch im westlichen Bereich zwei große, ebenfalls bienenkorbförmige Fenster vorhanden, die mit rötlichem Mauerstein eingefasst sind. An der Ostseite sind die Reste einer Dreifenstergruppe erkennbar. Das linke und mittlere Fenster sind barock überformt, während das rechte Fenster mit rotem Mauerstein zugemauert wurde. Der Giebel wurde ebenfalls aus kleineren Feldsteinen errichtet. Das Kirchenschiff ist mit einem schlichten Satteldach aus Biberschwanz gedeckt und erstreckt sich auch auf die Vorhalle mit dem Westturm. Dieser wurde aus roten Mauerziegeln errichtet, die an seiner Westseite von drei großen Blenden in Höhe des ersten Geschosses und einer darüber liegenden Rosette geschmückt werden. Der Zutritt ist über ein großes, vierfach gestuftes Portal möglich. Daneben existiert jedoch noch an der südlichen Seite des Kirchturms ein weiteres, deutlich kleineres und schlichtes Portal. Es diente den Besuchern aus den eingemeindeten Dörfern Damsdorf und Glienig, während die Buckower die Kirche durch das mittlere Portal betreten durften. Oberhalb des Dachfirstes sind an jeder Turmseite zwei kleine Klangarkaden eingelassen, die sich um eine deutlich größere Öffnung gruppieren. Darüber schließt der Turm mit einem in Schiefer gedeckten Pyramidendach mit Turmkugel und Wetterfahne ab.

## Ausstattung
Der Kanzelaltar stammt aus der ersten Hälfte des 18. Jahrhunderts und zeigt in seiner Predella das Abendmahl Jesu. Im Hauptbild ist die Kreuzigung Christi zwischen toskanischen Säulen und Schnitzwangen zu sehen. Es schließt mit der Inschrift JESVS im Sprenggiebel ab. Der Altar wurde 2013 restauriert. Den Orgelprospekt entstand im 18. Jahrhundert; die Orgel schuf Gustav Heinze im Jahr 1911.